# 진후 민
진후 민(晉侯緡, ? ~ 기원전 679년, 재위 기원전 706년 혹 기원전 704년 ~ 기원전 679년)는 중국 춘추 시대 진나라의 제17대 임금이다. 시호가 없어, 이름인 민(緡)을 써서 진후 민이라고 한다.

## 생애
《사기》와 《좌전》의 기록이 약간 다르다.
《사기》에 따르면, 조카 진 소자후가 소자후 4년(기원전 706년)에 곡옥백 칭(후의 진 무공)에게 유인되어 죽자 주 환왕이 괵중(虢仲)으로 곡옥을 공격하게 해, 곡옥백이 곡옥으로 돌아오자 민을 진후로 세웠다고 한다. 민은 이해 개원하여 28년간 재위했다.
《좌전》에 따르면, 소자후가 노은공 7년(기원전 705년)에 곡옥백 칭(후의 진 무공)에게 유인되어 죽고, 기원전 704년 봄에 곡옥백 칭이 익을 격멸하자 겨울에 주 환왕이 괵중으로 진나라에 가서 민을 진후로 세웠다고 한다.
진후 민 28년(기원전 679년), 곡옥백 칭이 진후 민을 쳐 멸하고, 보기를 주나라에 뇌물로 바치니 주 희왕은 곡옥백으로 진후를 삼아, 곡옥이 진나라를 아울렀다.